# Podbiel
Podbiel és un poble i municipi d'Eslovàquia que es troba a la regió de Žilina, al centre-nord del país.
La primera menció escrita de la vila es remunta al 1564.

## Demografia
| Godina             | 1994 | 2004   | 2014   | 2024   |
| ------------------ | ---- | ------ | ------ | ------ |
| Nombre de persones | 1177 | 1258   | 1277   | 1338   |
| Diferència         |      | +6,88% | +1,51% | +4,77% |

| Godina             | 2023 | 2024   |
| ------------------ | ---- | ------ |
| Nombre de persones | 1329 | 1338   |
| Diferència         |      | +0,67% |